# 平田町 (鹿児島市)
平田町（ひらたちょう）は、鹿児島県鹿児島市の町。旧日置郡松元町大字平田。郵便番号は899-2709。人口は47人、世帯数は29世帯（2020年4月1日現在）。
鹿児島市の西部に位置する。鹿児島市編入前の2004年（平成16年）2月2日に大字直木（現在の直木町）より分割され「大字平田」として新たに設置された。

## 地理
鹿児島市の西部、永吉川上流域に位置する。町域の北方は鹿児島市直木町及び同市四元町、東方は鹿児島市春山町、南方は日置市吹上町与倉、西方は日置市吹上町永吉にそれぞれ接している。
町域の中央を鹿児島県道291号松元川辺線が通る。同県道は鹿児島県道296号田之頭吹上線が分岐する三叉交差点以北は十分な道幅があるが、以南は終点の南九州市川辺町まで道幅が狭く、軽自動車でもすれ違えない程の道幅であり道の傍は崖で離合は不可能であるため、同交差点以南の交通量は多くない。

## 歴史
平成の大合併の際に松元町が加入していた法定合併協議会である鹿児島地区合併協議会において「当該廃止された字の区域に相当する区域より新たに町の区域を設定し、その名称については各町の意向を尊重し合併時までに調整するものとする」とされた。
2004年（平成16年）1月16日の鹿児島県公報に掲載された「 字の区域の設定及び変更」（平成16年鹿児島県告示第70号）の規定により同年の2月2日に日置郡松元町大字直木（現在の鹿児島市直木町）のうち字下平谷・フツキケ谷・大平・野添・白見谷・モスカ岡・下飛渡・瀬戸・根越・田ノ頭・塔ノ原・五島平・角免・五田・一里坂・上飛渡・平谷・三ツ葉山の全域より新たに松元町の大字「平田」が設置された。
同年11月1日には日置郡松元町が日置郡郡山町、鹿児島郡吉田町、桜島町、揖宿郡喜入町と共に鹿児島市に編入された。合併に際して設置された法定合併協議会である鹿児島地区合併協議会における協議によって、松元町の区域の大字については「字の区域を廃止し、当該廃止された字の区域に相当する区域により新たに町の区域を設定し、その名称については表示案に基づき、各町の意向を尊重し合併までに調整するものとする」と協定された。
前述の協定に基づいて、合併前の10月26日に鹿児島県の告示である「 町の区域の設定及び字の廃止」が鹿児島県公報に掲載された。この告示の規定に基づき、それまでの大字平田は廃止され、大字平田の全域を以て新たに鹿児島市の町「平田町」が設置された。

### 字域の変遷
| 実施後                 | 実施年月日               | 実施前                 |
| ---------------------- | ------------------------ | ---------------------- |
| 松元町大字平田（新設） | 2004年（平成16年）2月2日 | 松元町大字直木（一部） |

## 人口
以下の表は国勢調査による小地域集計の人口の推移である。
| 年                 | 人口 |
| ------------------ | ---- |
| 2005年（平成17年） | 64   |
| 2010年（平成22年） | 56   |
| 2015年（平成27年） | 52   |

## 施設

### 公共
- 平田地域公民館[15]

## 小・中学校の学区
市立小・中学校の学区（校区）は以下の通りである。
| 町丁   | 番・番地 | 小学校               | 中学校               |
| ------ | -------- | -------------------- | -------------------- |
| 平田町 | 全域     | 鹿児島市立春山小学校 | 鹿児島市立松元中学校 |

## 交通

### 道路
一般県道
- 鹿児島県道291号松元川辺線
- 鹿児島県道296号田之頭吹上線

### バス
2018年（平成30年）9月30日までは鹿児島市コミュニティバス（あいばす）が運行されており、平田町の区域には平谷三文字・平田公民館・田之頭・里山入口・角免の各バス停が設置されていたが、同年10月1日に平田町の区域のバス路線が廃止され、それ以降はバスなどの公共交通機関は存在しない。それに代わって地域住民（要事前登録）向けに鹿児島市が運行する「松元平田地域乗合タクシー」が運行されている。